# Канопа

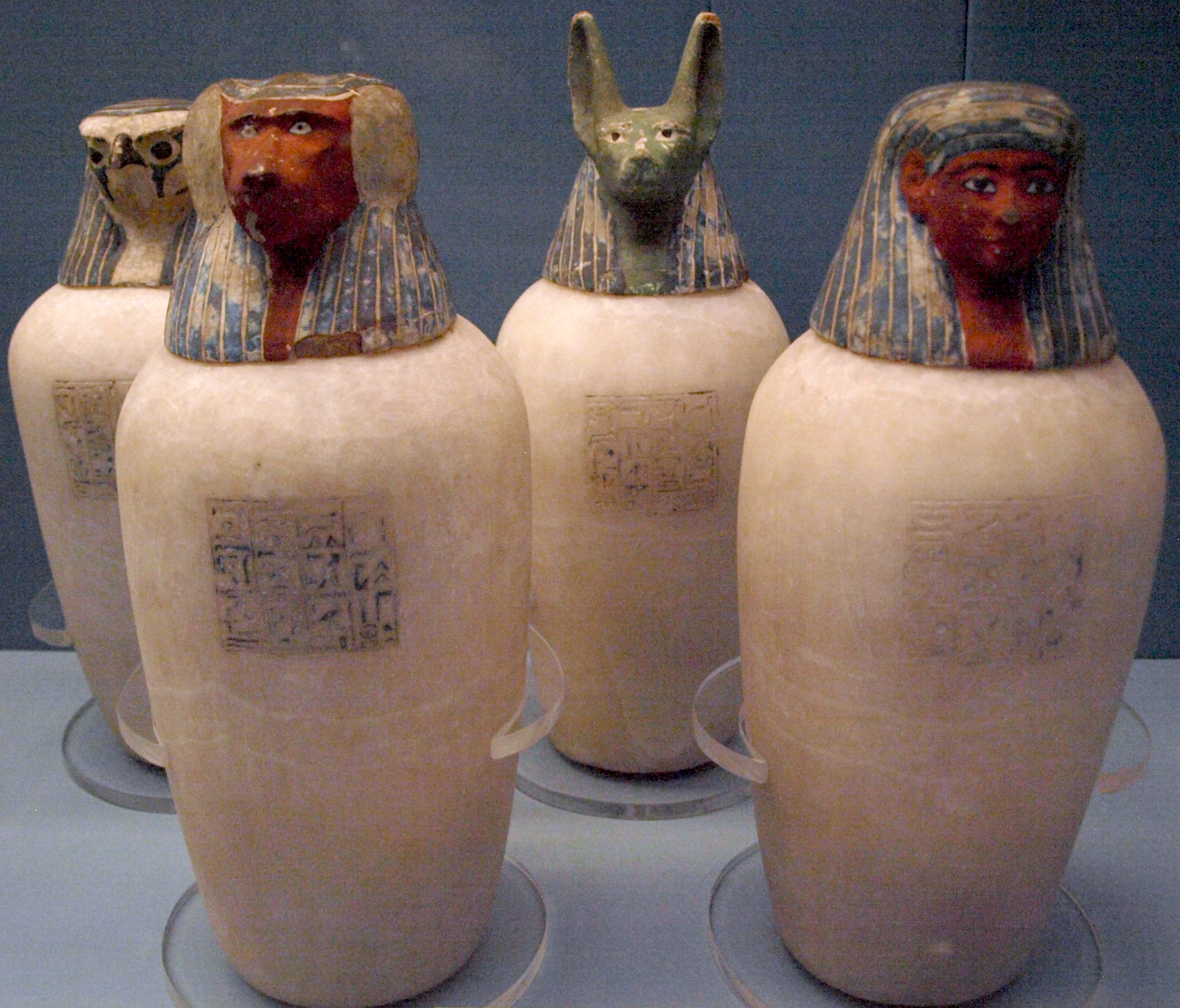
Кальцитовые канопы (ок. 990-969 до н. э.) Несхонс - жены Пинеджема II. Британский музей

Кано́па (от др.-греч. Κάνωβος или лат. Canopus) — ритуальный сосуд, как правило, алебастровый кувшин с крышкой в форме человеческой или звериной головы, в котором древние египтяне хранили органы, извлечённые при мумификации из тел умерших. После извлечения органы промывались, а затем погружались в сосуды с бальзамом из Каноба (откуда и название). Древнейшие канопы найдены в гробнице Хетепхерес.

## Описание

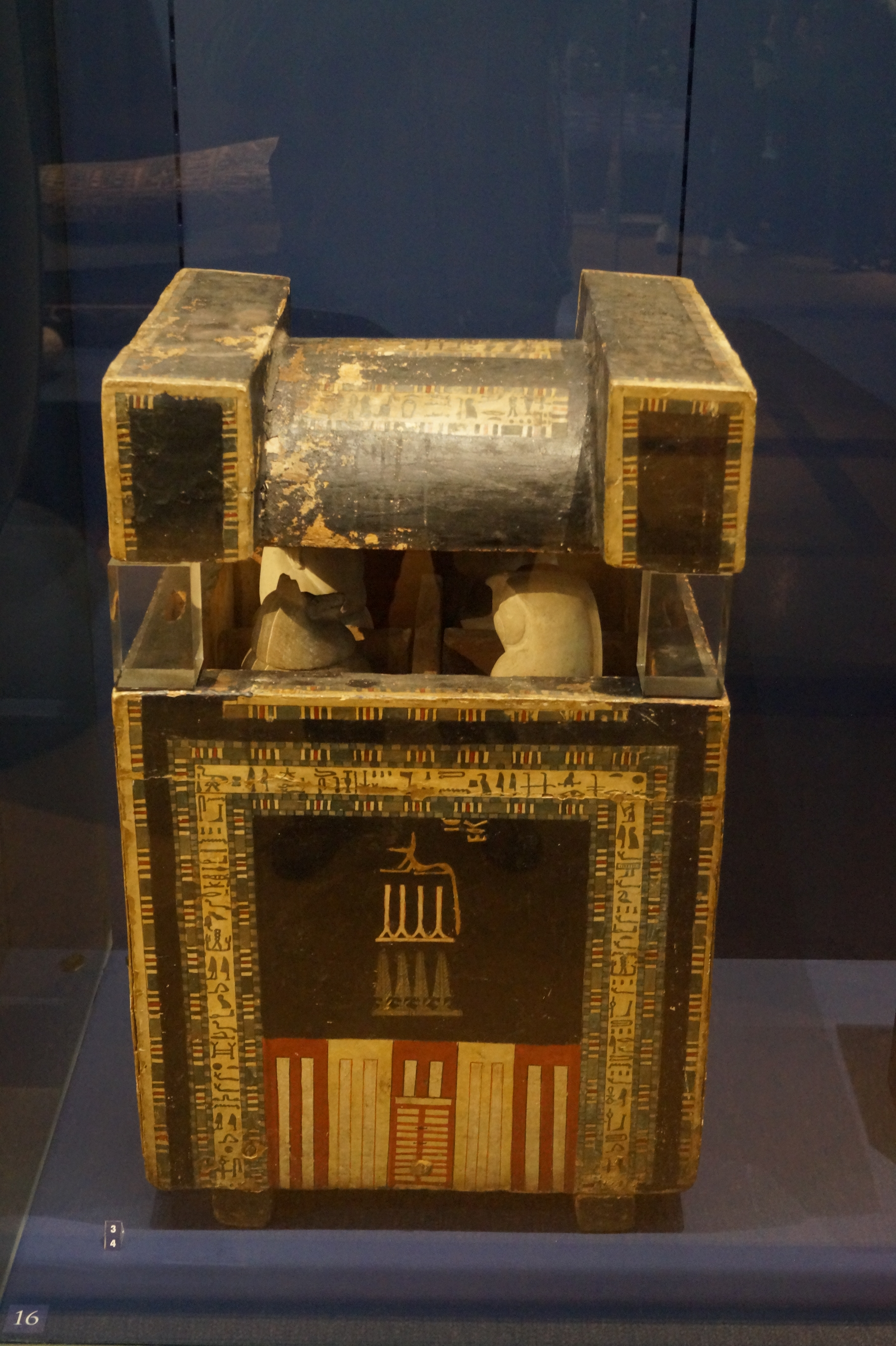
Ящик с канопами. Пушкинский музей, Москва

Всего каждой мумии полагалось по четыре канопы. Крышки каноп, как правило были украшены головами четырёх богов — сыновей Гора: Хапи с головой павиана; Дуамутеф с головой шакала; Кебехсенуф с головой сокола и Амсет с человеческой головой. В определённые канопы помещались определённые органы: Амсет хранил печень, Дуамутеф — желудок, Кебехсенуф — кишечник, а Хапи вмещал в себя лёгкие.
За всё время истории Египта число каноп, отводимых для каждого умершего, не изменялось, однако их форма модифицировалась в согласии с господствующими вкусами времени. Поначалу, во времена Древнего царства, они выглядели пузатыми и имели весьма скупую отделку. Позднее, ко времени Нового царства (начиная с правления Аменхотепа III), они становятся более вытянутыми, с высокими плечами и узким основанием. Затем, к Позднему периоду, их форма снова становятся более приземистой. Не меньшим образом менялись и крышки каноп. Поначалу просто круглые или плоские, изредка с нанесённым орнаментом, только ко времени Нового Царства они приобрели антропоморфную форму, имеющую черты сходства с покойником. И только ко времени XVIII династии появляются крышки «классической формы», представляющие собой четырёх сыновей Гора, три из которых имели голову животного, и только один — человеческую. Эта традиция окончательно закрепилась в эпоху Рамессидов.
Канопы помещались в специальный ящик, на котором рельефно изображались покровительствующие богини: Исида, Нефтида, Мут и Нейт.
Изредка, вместо урны в захоронениях обнаруживались канопы с органами в виде компактного мешочка или пакета, находящегося прямо внутри брюшной полости мумии. В таких случаях процесс мумификации претерпевал некоторые изменения. После удаления внутренних органов их сначала обеззараживали и высушивали в соде или извести, затем бальзамировали и, наконец, заворачивали в ткань, чтобы, таким образом, вернуть их на исходное место умершему владельцу для дальнейшего использования в загробной жизни.
Позднее, этруски заимствовали и перенесли в свой погребальный обиход форму канопы, используя её в качестве урны для хранения пепла, оставшегося после церемонии сожжения умершего.

## Галерея

Иероглифы для четырёх сыновей Гора, использовавшиеся на египетских канопах
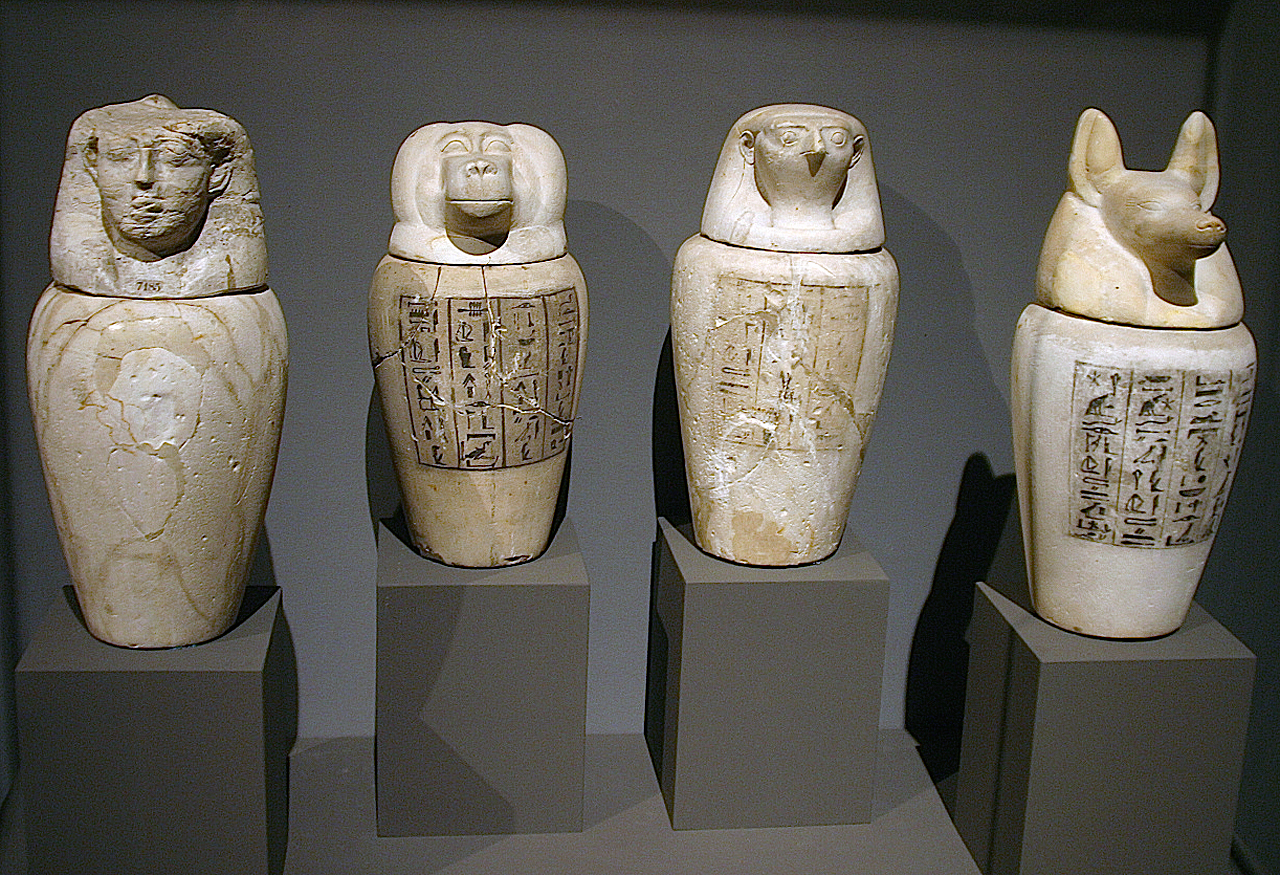
Канопы: Амсет, Хапи, Дуамутеф, Кебехсенуф (XIX династия, Египетский музей в Берлине)
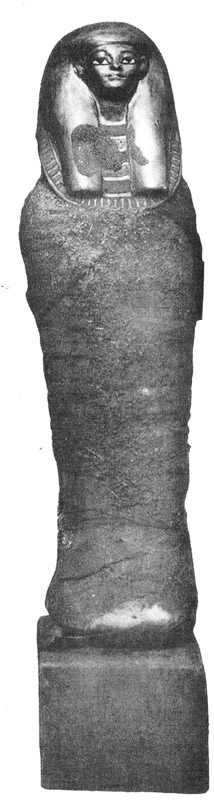
Печень как миниатюрная мумия с маской
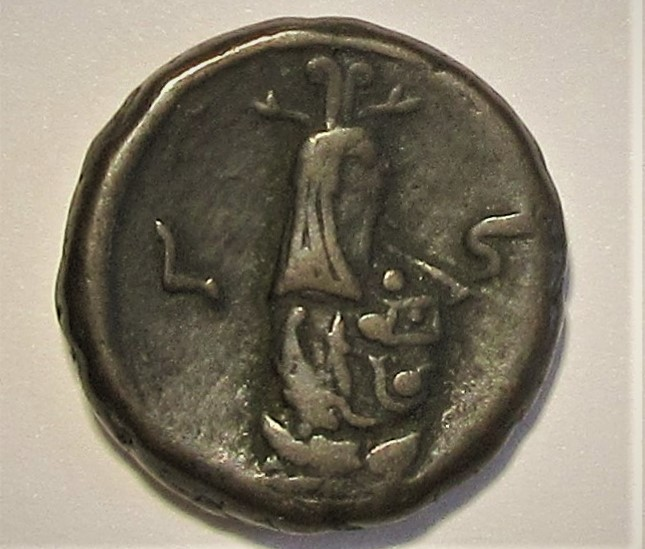
Канопа на монете из Александрии, L S (год 6) Император Адриан
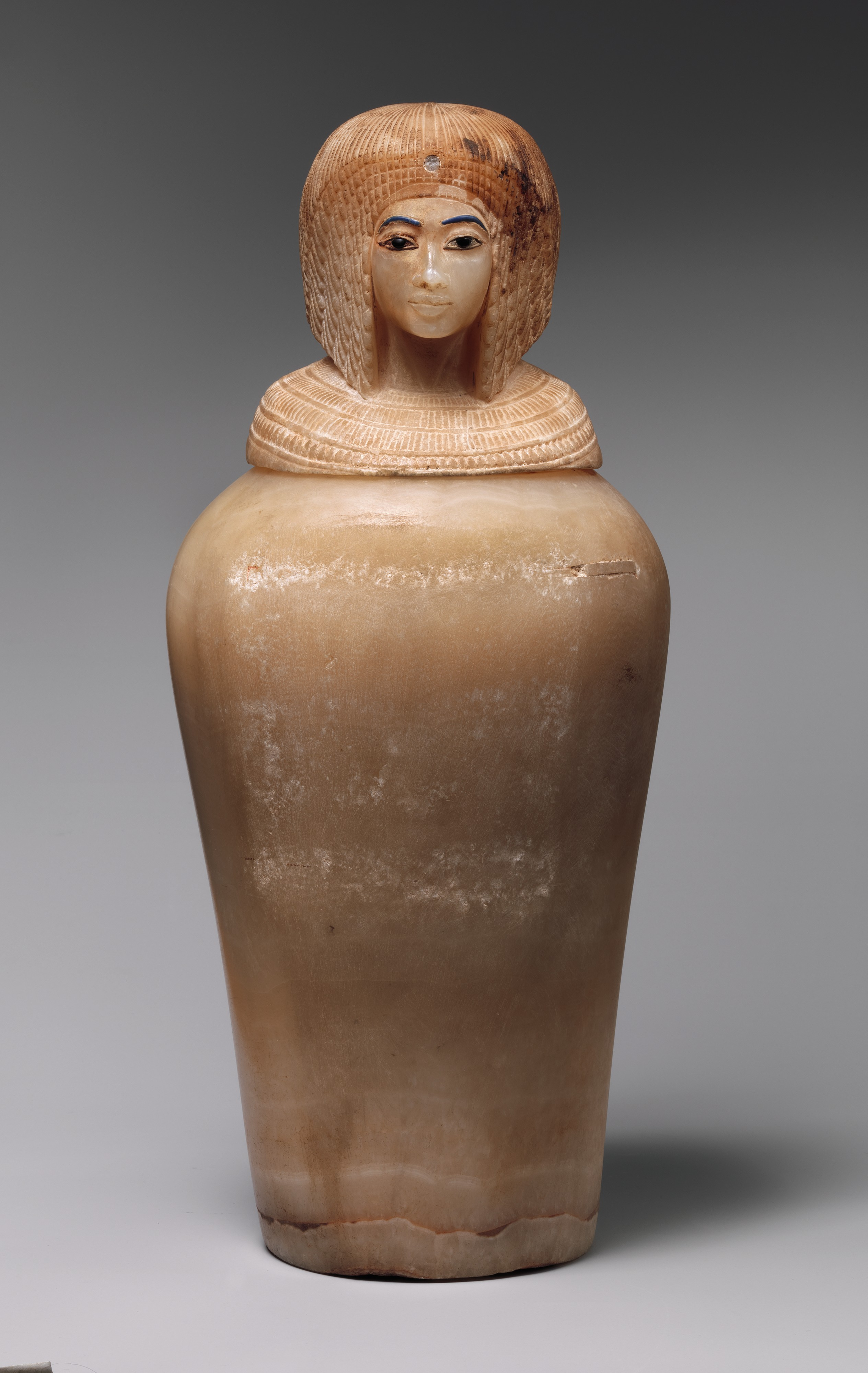
Канопа Кийи с её изображением, конец XVIII династии, эпоха Эхнатона
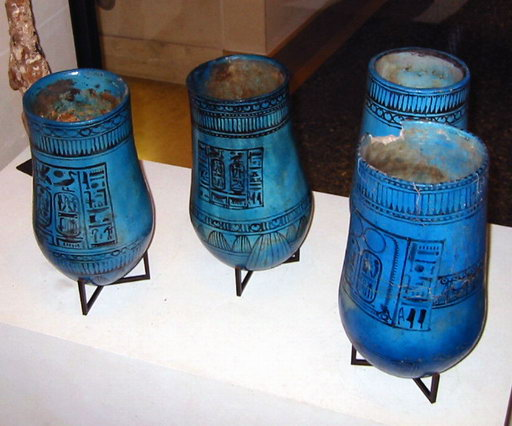
Канопические вазы с именем Рамсеса II. Лувр
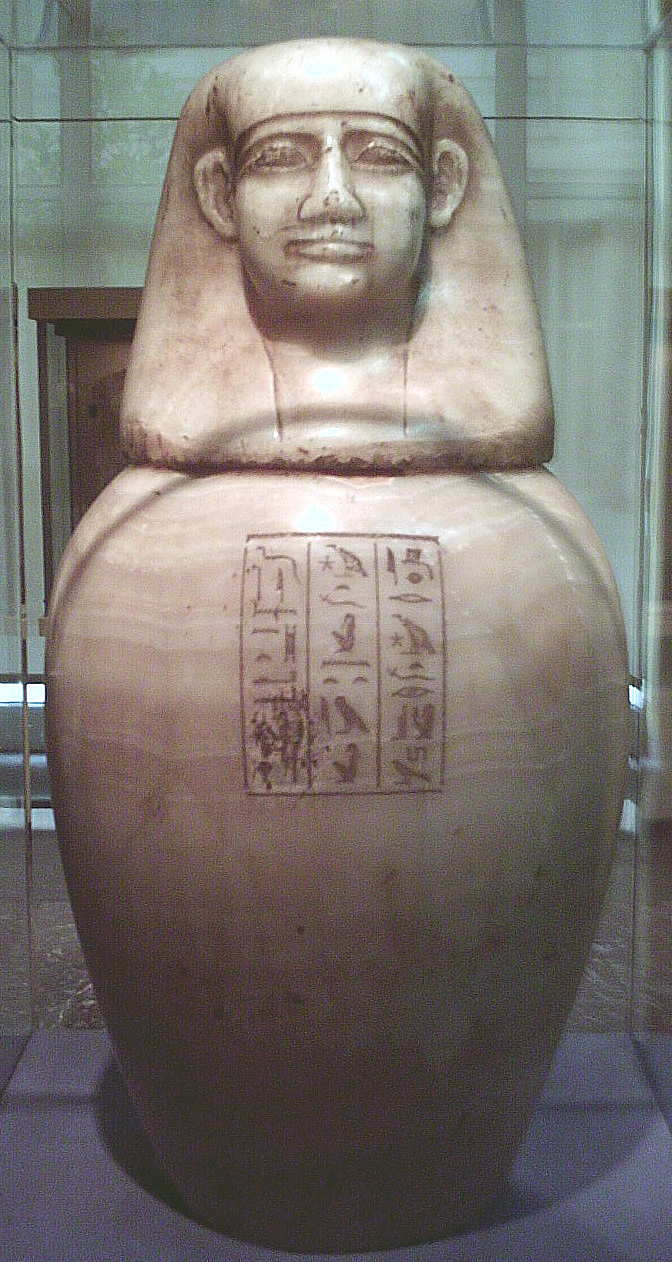
Алебастровая канопа из Гелиополя, XXVI династия. Национальный археологический музей (Мадрид).
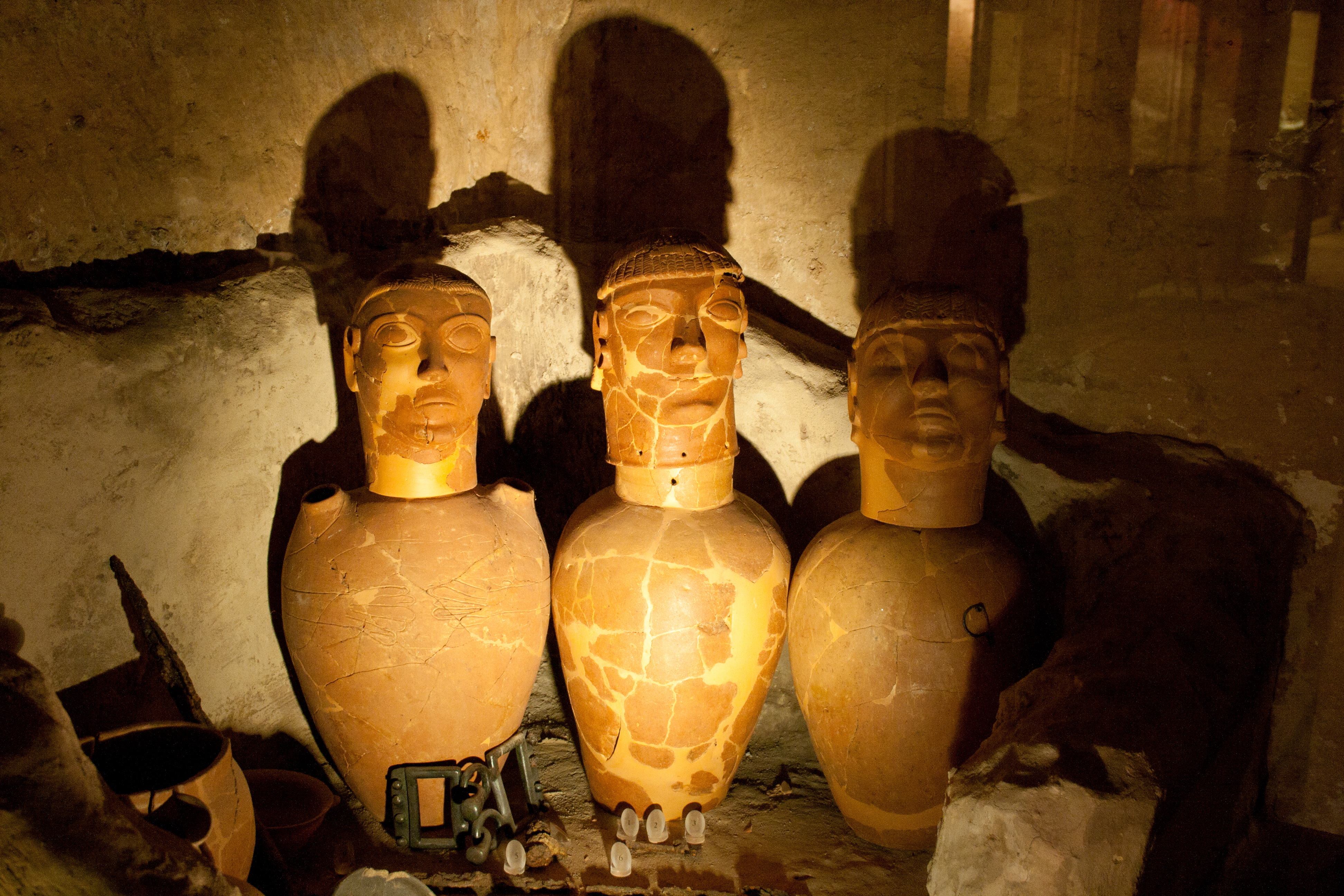
Этруские канопы